# Open Mogador
Het Open Mogador is een golftoernooi van de EPD Tour. Het wordt gespeeld op de Golf de Mogador in Essaouira. De baan ligt aan de kust van Marokko. De baan werd door Gary Player ontworpen en heeft een par van 72. 
De eerste editie van het Open Mogador was in 2010 en maakte deel uit van de Alps Tour. Winnaar was Laurence Dodd met een score van -17.
In 2011 was het Open Mogador het zesde en laatste toernooi van de EPD Tour in Marokko. De 22-jarige Alexander Knappe behaalde hier zijn eerste professionele overwinning. Knappe komt uit Brilon, vlak bij Paderborn.

Beste Nederlander was Reinier Saxton, die op de gedeeld 2de plaats eindigde met een score van -9, en daarmee aan de top van de Order of Merit bleef.
In 2012 is het Mogador Open het eerste van zes EPD-toernooien in Marokko, het seizoen begon met vier toernooien in Turkije. De 38-jarige Tim O'Neal uit Georgia, die mocht meedoen als top-speler van de Amerikaanse Atlas Tour, won het toernooi met een score van +3, te danken aan drie stormachtige dagen.

## Winnaars
| Jaar | Winnaar               | Score | Score |
| ---- | --------------------- | ----- | ----- |
| 2010 | Laurence Dodd         | 202   | -17   |
| 2011 | Alexander Knappe      | 206   | -13   |
| 2012 | Timothy Andrea O’Neal | 219   | +3    |
| 2013 | Christopher Mivis     | 207   | -9    |
| 2014 | Marcel Schneider      | 209   | -7    |

Zie ook: EPD Tour 2011 en EPD Tour 2012, Pro Golf Tour 2013 en Pro Golf Tour 2014.